# Claude Renoir
Claude Renoir (ur. 4 grudnia 1914 w Paryżu, zm. 5 września 1993 w Troyes) – operator filmowy, syn aktora Pierre'a Renoira, wnuk malarza Augusta Renoira.
Nazywany był "malarzem ekranu", zasłynął ze zdjęć m.in. w filmach Monsieur Vincent, Zdobycz, czy Barbarella. Często współpracował ze swoim wujem, Jeanem Renoirem, reżyserem filmowym. Na początku lat 80. stracił wzrok.

## Wybrana filmografia
- Monsieur Vincent – 1947, reż. Maurice Cloche
- Rzeka (Le Fleuve) – 1951, reż. Jean Renoir
- Złota karoca (Le Carrosse d'Or) – 1952, reż. Jean Renoir
- Zdobycz (La Curée) – 1965, reż. Roger Vadim
- Barbarella – 1968, reż. Roger Vadim
- Trzy kroki w szaleństwo (Histoires extraordinaires) – 1968, reż. Roger Vadim
- Francuski łącznik II (French Connection II) – 1975, reż. John Frankenheimer
- Szpieg, który mnie kochał (The Spy Who Loved Me) – 1977, reż. Lewis Gilbert